# Лукашевич Антін
Антін Лукашевич, або Антон Лукашевич (нім. Anton von Lukaschewicz; рум. Anton de Lukașevici; 18 лютого 1870, Бабин — 23 травня 1936, Чернівці) — посол Райхсрату (австрійського парламенту), делегат Української національної ради ЗУНР (1918), депутат румунського парламенту (1920) та сенату (1926—1927). Нагороджений офіцерським хрестом ордена Франца Йосифа (1914).

## Біографія
Народився Антін Лукашевич 18 лютого 1870 року в селі Бабин, Герцогство Буковина, в родині землевласника і нотаріуса (з 1882) Айтала Лукашевича († 1886).
Навчався у Чернівецькій гімназії (до 1889 р.) та в Чернівецькому університеті (факультет права, до 1893 р.). Після закінчення навчання працював у крайовому уряді, з 1895 р. — в управі Кіцманського повіту, у 1900 р. — стажер в управі Серетського повіту. 1901-го р. стає віце-секретарем Крайової шкільної ради, а 1914-го — секретарем [4]. На цих посадах докладав чималих зусиль до розбудови українського шкільництва в краї. Просуваючись службовою драбиною, дослужився до посади «надвірного радника». Під час світової війни був виконавчим членом Українського комітету допомоги біженцям з Галичини та Буковини у Відні.
Помер Антон фон Лукашевич 23 травня 1936 року в Чернівцях. Похований на «Центральному (Руському) кладовищі».

## Громадсько-політична діяльність
Антон фон Лукашевич брав активну участь в роботі українських громадських організацій Буковини народового спрямування. Був членом УНДП.

### Депутат австрійського парламенту
У 1907 році Антіна Лукашевича було обрано послом Райхсрату від 7 округу (Заставна). В австрійському парламенті, разом з іншими українськими депутатами від Буковини та Галичини, Лукашевич увійшов до створеного «Українського клубу». Головною вимогою цього клубу стало створення української автономії в рамках Австро-Угорщини, до якої мали б увійти Східна Галичина, Північна Буковина і Закарпаття. Однак, 1909 року буковинські депутати вийшли з «Українського клубу», утворивши окремий «Буковинський клуб» на чолі з Миколою Васильком. Головна причина — розходження у поглядах на парламентську тактику. Галицькі депутати вважали, що потрібно проводити конфронтаційну політику, буковинські — вирішувати питання через компроміс. Однак, попри тактичні розходження, в більшості парламентських питань українські депутати діяли спільно.
1911 року Антона фон Лукашевича повторно обрано до парламенту Австро-Угорщини від 7 округу. 16 липня 1911 року брав участь у зібранні послів від Буковини та Галичини, де було утворено Український парламентський союз.
Під час Першої світової війни — член Головної Української Ради (1914) і Загальної Української Ради (1915). З 5 грудня 1916 року член «Союзу українських парламентських та сеймових депутатів Буковини».

### Депутат Буковинського сейму
У 1911 році відбулись останні вибори до Буковинського сейму. На цих виборах послом крайового парламенту від «виборчого округу Заставна» було обрано Антіна Лукашевича. Разом з іншими депутатами — соратниками дбав про виділення коштів для підтримки селянських господарств, розвитку промислів, будівництва доріг, пожвавлення торгівлі, покращення українського шкільництва в краї.

### Боротьба за українську державність
19 жовтня 1918 року Антон фон Лукашевич у складі «буковинської делегації» брав участь у створені Української національної ради. Був обраний до фінансової та народногосподарської комісій УНРади. Брав активну участь у формуванні Українського крайового комітету, як складової УНРади. Активно долучався до роботи органу, зокрема організації Буковинського віче, що відбулося 3 березня 1918 року. Організатор зборів громад та віч у Заставнівському повіті. За результатами віче працював над організацією української влади у північно-західній частині Буковини — формуванні Тимчасового уряду.
Працював представником уряду ЗУНР в державних установах Австрії. За плідну працю був відзначений різними нагородами.
Пізніше, певний час був скарбником Папи Римського.

### Період румунської окупації
Через певний час після окупації Румунським королівством всього буковинського краю Антін Лукашевич повернувся в Чернівці.
Його діяльність на Буковині окупаційного періоду не є однозначною. На перших порах вона межувала з відвертим конформізмом. Повіривши запевненням Александру Авереску щодо намірів налагодити співпрацю зі всіма національними меншинами, погодився працювати в його уряді.
1920 року був обраний у «вижницькому виборчому окрузі» депутатом румунського парламенту. Як парламентар Антін Лукашевич зробив заяву від імені українського народу «про лояльність буковинських українців до румунського короля і румунської держави та подякував за все добро, що Румунія творить для українського народу», за що представники українських молодіжних організацій Буковини побили вікна в його чернівецькому помешканні. Все це призвело до того, що Лукашевич 15 червня 1922 мусив виправдовуватися через місцеві ЗМІ перед українською громадою краю, що не підписував жодних пактів про відмову українців від прав на українську частину Буковини [11].
Водночас, беззаперечним є й те, що Антін Лукашевич залишався активним поборником українського шкільництва на Буковині. Рішуче протестував проти будь-яких форм румунізації.
1922 року Лукашевич був одним із співзасновників «Української Національної Організації», на базі якої в 1927 році постала Українська національна партія.
Протягом 1926—1927 років Антон фон Лукашевич був депутатом румунського сенату, де в силу можливостей намагався захищати українців Буковини та протидіяти румунській шовіністичній політиці. В численних статтях у місцевих і зарубіжних виданнях, зверненнях до Ліги Націй виступав проти дискримінації українського населення Буковини румунською владою.

## Галерея

### Місця роботи

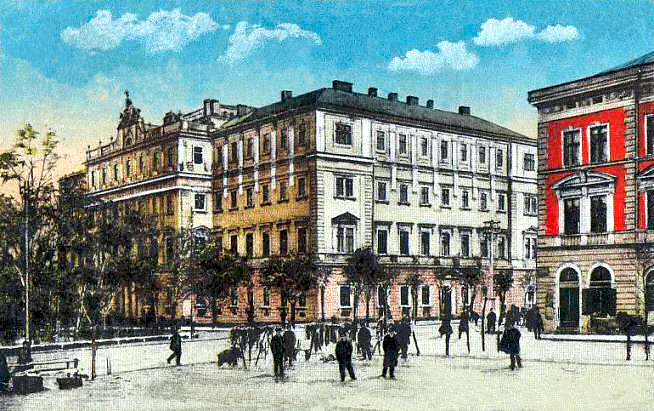
Будівля Буковинського крайового уряду (м. Чернівці)
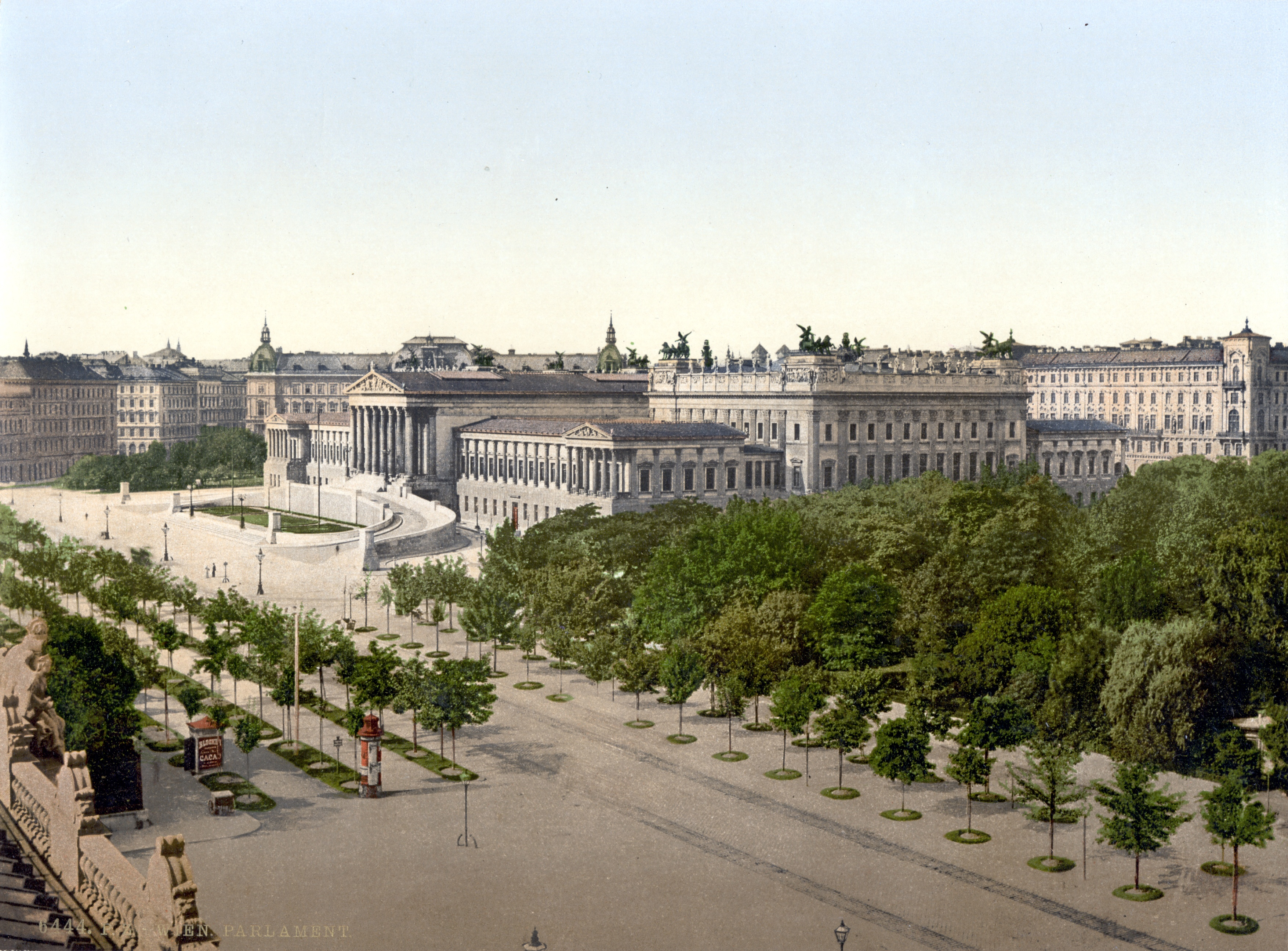
Будинок Рейхсрату (м. Відень)